# Paratachys spadix
Paratachys spadix är en skalbaggsart som beskrevs av Thomas Casey. Paratachys spadix ingår i släktet Paratachys och familjen jordlöpare. Inga underarter finns listade i Catalogue of Life.